# Campynemataceae
Campynemataceae Dumort., 1829 è una famiglia di piante angiosperme dell'ordine Liliales.

## Tassonomia
La famiglia comprende i seguenti generi:
- Campynema Labill. (1 specie)
- Campynemanthe Baill. (3 spp.)

## Distribuzione e habitat
Il genere Campynemanthe è un endemismo della Nuova Caledonia, mentre Campynema lineare, unica specie del genere Campynema, è endemica della Tasmania.